# Bolesław Wieniawa-Długoszowski
Bolesław Ignacy Florian Wieniawa-Długoszowski, poljski general, * 22. julij 1881, † 21. julij 1942, New York, ZDA.